# حياة هتلر الجنسية

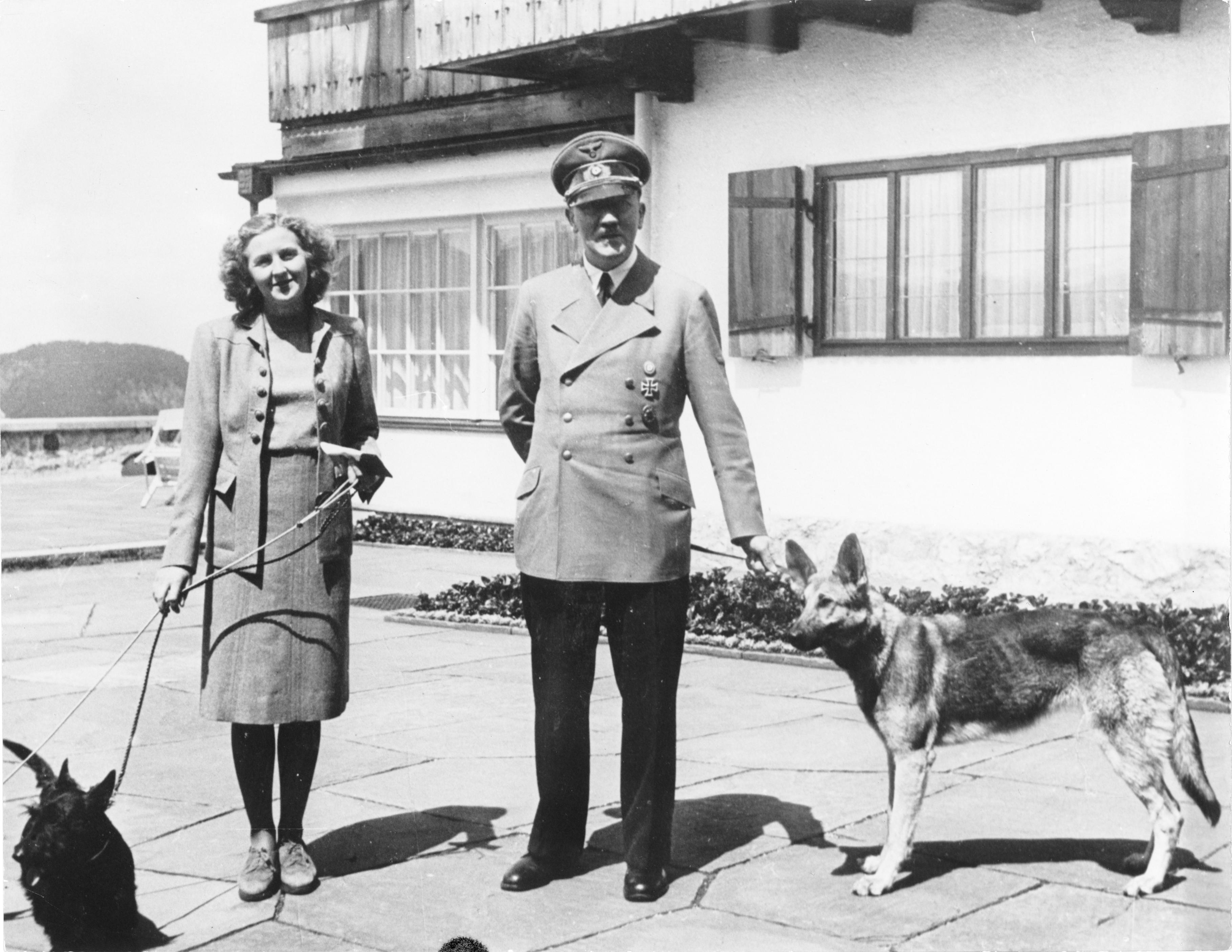
أدولف هتلر وإيفا براون رفقة كلبيهما في البرغهوف

حياة هتلر الجنسية هي قضية أثارت العديد من التساؤلات والنظريات والفرضيات منذ قدم التاريخ؛ كما ذهبت بعيدا من خلال مناقشات علمية فضلا عن مضاربات وشائعات كثيرة حول الحياة الجنسية للزعيم النازي هتلر.
عموما فهناك مجموعة من الأدلة التي تؤكد على أن هتلر كان لديه علاقات مع عدد من النساء خلال حياته، كما أن هناك أدلة أخرى تُبرهن على أن زعيم الرايخ كان يكره المثلية الجنسية وكان من أشد أعدائها، إلا أنه لا توجد أدلة على لقاءات جنسية قام بها هتلر طوال حياته وبالرغم من ذلك فيُزعم أن اثنين من عشيقاته كانتا قد انتحرتا لسبب من الأسباب، أما عشيقة ثالثة فكانت قد توفيت جراء مضاعفات خطيرة بعد ثماني سنوات من محاولة انتحار فاشلة.
خلق هتلر صورة عامة له في ألمانيا، حيث كان غالبا ما يُشار له بذلك الرجل العازب الذي لا يملك حياة شخصية والذي كرس حياته كليا من أجل السياسة ومن أجل خدمة الأمة في ألمانيا النازية. أما علاقته مع إيفا براون والتي استمرت لما يقرب من 14 عاما فقد كانت مخفية عن العامة ولم يكن يعرفها أحد باستثناء دائرته الداخلية القريبة منه، وكانت المؤرخة ومؤلف السيرة الذاتية لهتلر هايكه جوريمايكر قد أكدت على أن هتلر تمتع بزوجته إيفا وعاشا حياة جنسية طبيعية عكس ما يُشاع. هذا وتجدر الإشارة إلى أن براون كانت قد تزوجت من هتلر في أواخر نيسان/أبريل عام 1945 ولم يمض على زواجهما سوى 40 ساعة قبل أن ينتحرا معا.
قبل نهاية الحرب العالمية الثانية نشرت دول الحلفاء تقريرين مطولين ومفصلين يحاولان من خلالها الغوص في نفسية هتلر وتحليلها، أما التقرير الأول فقد نُشر عام 1943 من طرف الكاتب والتر سي لانجر العامل لدى مكتب الخدمات الاستراتيجية (OSS) ووصف فيه هتلر بأنه كان يكره المثلية الجنسية ويقمعها لكن وفي المقابل فهتلر كان عاجزا جنسيا ومولوعا بالبراز، أما التقرير الثاني فقد كتبه عالم النفس هنري موراي ونشره في نفس عام نشر التقرير الأول، وقد ذكر فيه نفس الاستنتاجات التي توصل إليها والتر مُعززا إياها بدلائل وحجج، هذا وتجدر الإشارة إلى أن كاتبا التقرير كانا قد اعتمدا على التصريحات التي أدلى لهم بها أوتو ستراسر وهو واحد من أكبر المعارضين لهتلر وللحزب النازي. في المقابل وصف المؤرخ البريطاني السير إيان كيرشو المعارض ستراسر بأنه كاذب وأن كل البيانات التي نشرها لا أساس لها من الصحة حيث اعتمد فيها على مبدأ «مكافحة هتلر» وكفى.
أما البحوث التي نُشرت حول هتلر بعد وفاته فكانت عديدة ومتنوعة لكن معظمها حمل معه فرضيات «غريبة» ومتنوعة، فهناك من شكك في رجولية هتلر وهناك من أثار الشكوك حول توجهه الجنسي، حيث أكدت العديد من التقارير أنه كان مثلي الجنس، وأخرى أشارت إلى أنه ثنائي الجنس بينما «برهنت» أخرى على أنه لا جنسي وبالرغم من كل هذا فلا وجود لأدلة قاطعة تتبث كل هذه المزاعم، إلا أن بعض المؤرخين ذهبوا إلى اعتبار هتلر شخص مغاير جنسيا، وزعم بعض منهم أن للزعيم النازي طفل غير شرعي (اسمه جان-ماري لوريت) مع واحدة من عشاقه القديمات إلا أن مؤرخين آخرين مثل إيان كيرشو استبعد هذا الاحتمال بل اعتبره أمرا مستحيلا.

## الروايات التاريخية
لطالما كانت الحياة الجنسية لهتلر موضع تكهنات وشائعات كثيرة، فهناك من ادعى أنه ثنائي الجنس وآخرون قالوا عنه أنه «متبل» إلا أن العديد من هاته التكهنات قد تم دحضها والتأكيد على أنها مجرد «هراء» تعمد الأعداء السياسيين نشره حول هتلر وذلك بسبب ما فعل بهم وكردة فعل وانتقام على ما تعرضوا له. إن الميول الجنسية للعديد من زملاء هتلر ومرافقيه معروفة لكن الميل الجنسي لهتلر نفسه ضل طي الكتمان ولا معلومات رسمية متوفرة في هذا الإطار. الدليل الرسمي الوحيد الموجود هو أن هتلر كانت له حياة سرية وخاصة إلى درجة كبيرة مع زوجته إيفا وكذلك مع العاملين معه في دائرته الداخلية مثل ألبرت شبير، ريتشارد فاغنر وأفراد من أسرته وغيرهم، كما أن هناك أدلة أخرى تُشير إلى أن هتلر ارتبط طوال حياته مع العديد من النساء وكان كارها للمثلية الجنسية ولا يوجد دليل منطقي على أنه انخرط في سلوك مثلي كما أُشيع عنه بعد وفاته، وكان المؤرخ البريطاني السير إيان كيرشو قد أشار في وقت سابق أن هتلر كان شابا عاديا وسبق له ممارسة الجنس كما سبق له الذهاب إلى بيوت الدعارة بل كان قريبا من ممارسة الجنس مع شاب في فيينا إلا أنه تراجع في نهاية المطاف خوفا من الإصابة بمرض منقول جنسيا أو شيء من هذا القبيل. كما أشار كيرشو إلى مجموعة من الملاحظات الأخرى حول الحياة الجنسية لهتلر من بينها الحوار الذي دار بين هذا الأخير وأحد الجنود الألمان خلال الحرب العالمية الأولى، حيث سأل الجندي هتلر قائلا بطريقة قريبة للمزاح: «هل تنوي البقاء عازبا؟»، فرد عليه هتلر: «أنا أموت من الخجل منهن [النساء] وأنت ترغب في ممارسة الجنس مع فتاة فرنسية!»، كما أشار نفس الباحث إلى حوار آخر، دار بين هتلر وجندي مجهول وكان الأخير قد سأل هتلر: «هل سبق لك وأن وقعت في الحب؟» فرد أدولف: «لم يكن لدي وقت لشيء مثل هذا ...».

## العلاقات مع النساء
خلق هتلر صورة عامة له في ألمانيا، فهو ذلك الرجل العازب الحاكم الذي لا يحظى بحياة خاصة، وذلك بسبب تكريسه لكل وقته في السياسة والبعثات الدولية وخدمة الأمة، كما كان يعتبر نفسه جذابا بالنسبة للنساء، وذلك باعتباره حاكما للبلاد، وأشارت مجموعة من التقارير إلا أن هتلر كان يُفضل النساء اللائي لا يسألنه عن عمله أو يمنعنه من الاسترخاء في وقت فراغه، كما كان يُفضل النساء الأصغر منه سنا وذلك قصد الحكم فيهن وفرض السيطرة الكاملة عليهن، ويُلاحظ أن آخر ثلاث زميلات لهلتر كن صغيرات عليه كثيرا؛ فإيفا أصغر منه بـ 23 سنة كاملة أما جيلي روبال فأصغر منه بـ 19 سنة ثم الثالثة فهي ماريا رايتر والتي تصغره بـ 21 سنة.
كتب إرنست هانفستاينجل أحد أعضاء هتلر في السنوات الأولى في ميونيخ: «شعرت أن هتلر كان رجلا لا يحب السمك ولا اللحم ولا الطير ... بل كان يكره المثليين ويبغض ممارسة الجماع بين جنسين مختلفين  ... كانت قد تشكلت قناعة راسخة لدي أن هتلر كان عاجزا من الناحية الجنسية بل كان مكبوتا يُفرغ كبته في الاستمناء.» ومع ذلك فإن إرنست مقتنع بما فيه الكفاية بأن هتلر لم يكن يختار الإنسان على حسب توجهه الجنسي، وهذا ما يُؤكد دخوله في علاقة رومانسية مع ابنة السفير الأمريكي مارثا دود. ووفقا لإرنست دائما، فإن الفنانة والمخرجة الألمانية ليني ريفنستال حاولت أن تبدأ علاقة رومانسية مع هتلر في وقت مبكر من حياته إلا أنه رفضها. أما العضوة البارزة في الحزب النازي ماغدا جوبلز فقد دعت وشجعت هتلر مرار وتكرارا على مواجهة النساء لكنه لم يبد أي اهتمام بكلامها.

### جيلي روبال
كان هتلر شديد التعلق بجيلي روبال (صديقة إيفا وابنة الأخت غير الشقيقة لهتلر في نفس الوقت) التي تصغره بـ 19 سنة، وما زاد من تعزيز هاته العلاقة انتقال جيلي للعيش في منزل هتلر عقب ترقي والدتها إلى منصب مدبرة ومخططة في فرقة هتلر عام 1925، وعلى الرغم من أن طبيعة ومدى العلاقة بينهما غير معروف إلا أن كيرشو وصف العلاقة بأنها مبنية على «التبعية الجنسية»، وكان يُشاع في ذلك الوقت عن أن هناك علاقة رومانسية وجنسية حقيقية تجمع هتلر بجيلي، هذه الأخيرة انتحرت بعدما أطلقت النار على نفسها بواسطة بندقية في شقتها بميونيخ في أيلول/سبتمبر 1931 والجدير بالذكر أن هتلر كان حاضرا وقت انتحارها مما سبب له مصدر قلق عميق وألم دائم خاصة بعدما زُعم أن هتلر المسؤول الأول والأخير عن انتحار روبال.

### إيفا براون
جمعت هتلر علاقة قوية إلى حد ما مع براون والتي استمرت إلى ما يقرب من 14 عاما، حيث كان الكل لا يعرف عنها شيئا باستثناء المقربين منه وذلك بسبب تشديد هتلر على جعل العلاقة في طي الكتمان. معظم الذين كانوا على علم بالعلاقة نجوا من الحرب لذلك فهم مصدر كل الأخبار حول علاقة الزوجين؛ وكان العديد منهم قد صرحوا بأن هتلر كان يعيش مع براون في بيرتشسغادن بالرغم من أنهما ليسوا زوجان. وقد ذكر خادم هتلر هاينز لينج في مذكراته: «هتلر كان يعيش رفقة براون في البرغهوف، حيث خصص له غرف نوم عديدة وحمامين ثم ترك باقي الغرف للتخطيط والقيادة، وكان هتلر عادة ما يُنهي ليلته بدراسة الأوضاع والتخطيط لما هو قادم ثم يذهب "للنوم" مع إيفا في نفس السرير ... هي [إيفا] عادة ما ترتدي ثوب قصير أو معطف داخل المنزل وتُفضل دائما شرب النبيذ؛ أما هتلر فكان يُفضل في غالب الأحيان الشاي.» أما جورتمايكر فقد ذكرت في السيرة الذاتية التي خصصتها لحياة هتلر أن هذا الأخير كان يتمتع بحياة جنسية طبيعية. وكان أصدقاء براون وأقاربها قد وصفوها بأنها ضاحكة، وبأنها تعشق النبيذ والخمر.
رسائل هتلر التي عُثر عليها فيما بعد شكلت دليلا حاسما لمعرفة طبيعة العلاقة التي كانت تجمعه بإيفا، ففي إحدى الرسائل يُعبر هتلر عن قلقه عندما شاركت إيفا في الألعاب الرياضية، وفي رسالة أخرى يغضب منها عندما تأخرت في العودة إلى المنزل لتناول الشاي.
وكان سكرتير هتلر تراودل يونغه قد أكد على الحب الشديد الذي كان يُكنه هتلر لعقيلته، فخلال الحرب _حسب تراودل_ كان الزعيم النازي يتصل يوميا ببراون للتأكد من سلامتها خاصة وأنها كانت تُقيم قي شقة بعيدة عنه كان قد اشتراها لها في ميونيخ قصد حمايتها. وكان يونغه قد سئل هتلر ذات مرة: «لماذا لم تتزوج أبدا؟»، فأجاب هتلر: «... لم أكن قادرا على إعطاء ما يكفي من الوقت لزوجتي». وكان هتلر قد أخبر إيفا قبل الزواج بها أنه لا يرغب في الحصول على أطفال لا منها ولا من غيرها. في النهاية تزوج هتلر ببراون في برلين وتحديدا في قبو الفوهرر في أواخر نيسان/أبريل عام 1945 وبعد أقل من 40 ساعة من زواجهما انتحرا معا.

## آراء هتلر حول المثلية الجنسية
كان نظام هتلر يضطهد المثليين حيث أرسل ما يُقارب من 5000 إلى 15000 إلى معسكرات الاعتقال، كما نفذ حكم الإعدام في حق 2500 حتى 7500 ممن اتهموا بالمثلية الجنسية.
وكان إرنست روم أحد أعز أصدقاء القائد النازي قد تعرض للسب والشتم والطرد من طرف هتلر بعد ليلة السكاكين الطويلة (1934)، والتي وصف فيها أدولف روم بمثلي الجنس هو وفرقته كتيبة العاصفة واتهمهم بالقادة الفاسدين والغير أخلاقيين.
في آب/أغسطس 1941، أعلن هتلر أن «المثلية الجنسية هي في الواقع مرض معدي خطير مثل الطاعون»، ودعم زعيم الرايخ إس إس هاينريش هيملر الجهود المبذولة لطرد مثليي الجنس من الرجال من الجيش وقوات الأمن الخاصة. وقد ذكر أن المثلية الجنسية أمر غير قانوني وعقاب «المثلي» هو إرساله للسجن أو العمل الشاق في معسكرات الاعتقال.

## ادعاءات حول هتلر
ادعى هيرمان روشينج (أحد الشهود في الحرب العالمية الثانية) أن هتلر كان مذنبا خلال الحرب العالمية الأولى، حيث تم استدعائه للمحكمة العسكرية بعدما تم اتهمامه باللواط بالأطفال وممارسة الجماع مع ضابط وقد وجدت المحكمة العسكرية فعلا أن هتلر مذنبا، كما ادعى هيرمان مجددا أن هتلر انتهك الفقرة 175 من دستور ألمانيا خلال وجوده في ميونيخ وذلك بسبب قيامه بممارسات مثلية. إلا أن كل هذه الادعاءات تم تفنيذها ولا يوجد دليل على أي من هاتين التهمتين.

## الادعاءات الأخيرة
في البحوث التالية لما بعد وفاته، أُثيرت مجموعة من النقاشات حول الحياة الجنسية لهتلر وحول توجهه الجنسي أيضا، فهناك من قال أنه كان مثلي الجنس، بينما وصفه آخرون بازدواجي الميل الجنسي ثم ادعى الباقي أن هتلر كان لا جنسيا أو على الأقل شارك في نشاط جنسي مع إحدى قريباته وهي جيلي روبال التي قيل إنها كانت عشيقة له.
في كتاب الصليب الوردي المعقوف الصادر عام 1995 لكل من الكاتبين سكوت وكيفن أبرامز، قيل إن معظم كبار مسؤولي النظام النازي كانوا من المثليين على الرغم من أنهم أظهروا لهم عداء وكره ومارسوا الاضطهاد بحقهم إلا أنهم كانوا أنفسهم مثليين، إلا أن تيار المؤرخين المعاصر انتقد الكتاب بسبب كمية المغالطات التي يحتويها وكذلك بسبب التلاعب بالحقائق. وكان بوب موسر أحد العاملين في مركز قانون الحاجة الجنوبي قد صرح بأن أعداء النازية هم من ينشرون مثل هاته «الهرطقات» حول أدولف وأن كل ما قيل عن توجهه الجنسي هو «خاطئ وكاذب تماما».
أما جاك نوسان بورتر من جامعة ماساتشوستس في لويل فقد كتب عام 1998 متسائلا: «هل كان هتلر يحتقر الجنس؟ ربما كان يخجل من بلده وهويته المثلية؟ هذه الأسئلة هي أبعد من أن نعرفها بسهولة، لكن حدسي يُخبرني أن هتلر كان لاجنسي بالمعنى التقليدي، أو ربما كان مهووس جنس بغرابة!.»

## العلاقات المحتملة
ارتبط اسم أدولف هتلر عاطفيا بعدد من النساء بغض النظر عن إيفا براون زوجته الحقيقية، والتالي قائمة النساء التي يُحتمل أنهن كانا في علاقة عاطفية أو ربما جنسية مع زعيم الفوهرر:
| الاسم            | العمر     | سنة الوفاة | سبب الوفاة | التعرف على هتلر                                                         | نوعية العلاقة |
| ---------------- | --------- | ---------- | --- | ----------------------------------------------------------------------- | --- |
| ستيفاني راراتسش  | 1887-1973 | غير معروف  | | التقت بهتلر عام 1905، وكانا معا لفترة قصيرة لكن بعد ذلك لم يلتقيا مجددا | الحب الأول |
| شارلوت لوبجوا    | 1898–1951 | 53         | | تعرفت على هتلر عام 1917                                                 | عشيقين، حيث كان ابنها جون ماري لوريت يُنادي هتلر بأبي وهو ما جعل المؤرخين يعتقدون فعلا أن لهتلر ابن وهو جون ماري.             |
| إيرنا هانفتسنتجل | 1885–1981 | 96         | موت طبيعي | التقته عام 1920                                                         | عشيقة سرية |
| ماريا رايتر      | 1911–1992 | 81         | موت طبيعي | تعرفت على هتلر عام 1925                                                 | احتمالية أن يكونا عشاق |
| جيلي روبال       | 1908–1931 | 23         | انتحار | وقعت في حب هتلر عام 1925، وبقيت تُحبه حتى يوم انتحارها                   | عشيقة وفي نفس الوقت ابنة أخت هتلر غير الشقيقة (والدتها هي أنجيلا هتلر). من المحتمل أن تكون العلاقة مبنية على التبعية الجنسية |
| إيفا براون       | 1912–1945 | 33         | انتحار جماعي رفقة زوجها هتلر | تعرفت عليه عام 1929                                                     | صداقة طويلة نوعا ما، عشيقة وزوجة                                                                                             |
| يونيتي ميتفورد   | 1914–1948 | 33         | حاولت الانتحار عندما أعلنت بريطانيا الحرب على ألمانيا النازية، لكن محاولتها باءت بالفشل وبقيت تُعاني طوال ثماني إلى تسع من مخلفات تلك المحاولة اليائسة إلى أن فارقت الحياة عام 1948 نتيجة للأضرار التي لحقت بجسدها عند محاولتها الانتحار للمرة الأولى | تعرفت على هتلر عام 1934                                                 | أصدقاء واحتمالية أن يكونا عشاق                                                                                               |